# First Shearith Israel Graveyard
El First Shearith Israel Graveyard  es un cementerio histórico judío ubicado en Nueva York, Nueva York. El First Shearith Israel Graveyard se encuentra inscrito  en el Registro Nacional de Lugares Históricos desde el 17 de abril de 1980. Es la única estructura del siglo XVII que queda en Manhattan, además es el cementerio más antiguo de los tres que tiene la Congregación Shearith Israel en Norteamérica.

## Ubicación
El First Shearith Israel Graveyard se encuentra dentro del condado de Nueva York en las coordenadas 40°42′46″N 73°59′56″O / 40.712778, -73.998889.